# Maria de Jülich-Berg
Maria de Jülich-Berg (3 de agosto de 1491 – 29 de agosto de 1543) nasceu em Jülich, filha de Guilherme IV de Jülich-Berg e de Sibila de Brandemburgo.

## Biografia
Maria descendia da linhagem de princesas alemãs que se estendia de Sibila de Brandembergo, Sofia da Saxônia, a Adelaide de Teck.
Com a morte do pai, em 1511, Maria tornou-se herdeira do património familiar, que incluía o Ducado de Jülich, o Ducado de Berg e o Condado de Ravensberg. Em 1509, casara com João III, Duque de Cleves, pelo que os seus estados foram fundidos com o Ducado de Cleves-Mark que João herdara em 1521.
Assim, João tornou-se o primeiro governante dos Ducados Unidos de Jülich-Cleves-Berg, que existiria até 1666.
A duquesa era uma mulher católica estrita e tradicional, que se posicionava contra a educação de princesas e mulheres nobres, embora esta fosse a norma da nobreza inglesa à época. No livro The Wives of Henry VIII, a autora Antonia Fraser sugere que, após seu casamento, uma razão pela qual o Henrique VIII não gostasse muito de sua filha Ana foi que, ao contrário de suas duas primeiras esposas e muitas das damas da corte, Ana não possuía dons musicais e conhecimentos suficientes para brilhar na corte inglesa. A própria Maria não parece ter favorecido o envio de sua filha para a Inglaterra. Ela escreveu em uma correspondência mais tarde que ela amava sua filha tanto que ela era "avessa a sofrer dela se afastar dela".

## Descendência
Do seu casamento com João III, Duque de Cleves, em 1509, nasceram três filhas e um filho. Foram eles:
- Sibila (17 de janeiro de 1512 – 21 de fevereiro de 155), eleitora da Saxônia por casamento com João Frederico I da Saxônia, com descendência;
- Guilherme (28 de julho de 1516 – 5 de janeiro de 1592), foi duque de Jülich-Cleves-Berg. Sua primeira esposa foi Joana de Albret, futura Joana III, Rainha de Navarra, porém o casamento foi anulado. Sua segunda e última esposa foi Maria de Áustria, com descendência;
- Amália (17 de outubro de 1517 – 1 de março de 1586), foi uma escritora. Jamais se casou;
- Ana (22 de setembro de 1515 – 16 de julho de 1557), foi rainha consorte de Inglaterra entre janeiro e julho de 1540 como esposa de Henrique VIII de Inglaterra.